# Wexford County
Wexford County är ett administrativt område i delstaten Michigan, USA, med 32 735 invånare. Den administrativa huvudorten (county seat) är Cadillac. 
Wexford County är namngett efter ett grevskap (county) i Irland och befolkades av immigranter från Irland.
Den stora utvecklingen av området skedde 1869, när järnvägen kom till Wexford County.

## Geografi
Enligt United States Census Bureau har countyt en total area på 1 491 km². 1 463 km² av den arean är land och 27 km² är vatten.   

### Angränsande countyn
- Grand Traverse County - norr
- Kalkaska County - nordost
- Missaukee County - öster
- Osceola County - sydost
- Lake County - sydväst
- Manistee County - väster
- Benzie County - nordväst